# Ингялд Коварния
Ингялд Коварния (на старонорвежки: Ingjaldr hinn illráði) е полулегендарен конунг от династията Инглинги.
Той се споменава в редица източници – в „Книга за исландците“ (в главата Родословие, където са изброени Инглингите, е даден под номер 23); в древноисландската „Сага за Хервьор“; в Сага за Инглингите на Снори Стурлусон; в „Historia Norwegiæ“, написана на латински от неизвестен монах през 12 в.
Според сагите Ингялд е син на Енунд Проправящия пътища, конунг на свеите, чиято столица била Гамла Упсала, където се извършвали жертвоприношения по време на езическите празници. При едно от тези всенародни събирания малкият Ингялд, разказват сагите, се сбил със синовете на друг конунг и понеже бил надвит, така се ядосал, че заплакал. Тогава неговият възпитател Свилдаг Слепия наредил да опекат на шиш вълче сърце и накарал Ингялд да го изяде. Оттогава Ингялд станал не само смел, но и коварен. Впоследствие Ингялд напълно оправдал своя прякор Коварния.

## Завоевателна политика
По това време Швеция била раздробена на множество малки кралства управлявани от своите конунги. Ингялд поканил за погребението на баща си седем от тях включително тъста си Алгаут. Само един от конунгите, Гранмар, се усъмнил в намеренията на Ингялд и не приел поканата, останалите се отзовали. На организирания пир, когато гостите му се напили, Ингялд незабелязано се измъкнал навън, а хората му запалили дома му заедно с всички присъстващи. Така шестимата конунги загинали, а Ингялд си присвоил техните владения.
Последвала продължителна война с Гранмар. В крайна сметка Ингялд успял да се справи и с него по сходен начин, запалвайки го в дома му. Оцелелите синове на Гранмар – Хьогни и Хилдир, обаче дълго време след това продължавали да му създават главоболия.
Вярва се, че Ингялд Коварния избил общо 12 конунги, измамвайки ги с обещания за мир.

## Семейство
Съпругата на Ингялд се казвала Гаутхилд и била дъщеря на конунг от Вестерйотланд в Западна Швеция. Двамата имали дъщеря Аса, наричана Коварната също като баща си, защото не му отстъпвала в коварство и вероломство. Синът им бил Олаф Дървосекача, той бил изпратен да се възпитава във Вестерйотланд според викингския обичай и там отраснал.

## Гибел
Именно интригите на дъщеря му Аса Коварната станали причина за смъртта на Ингялд. Аса се омъжила за Гюдрьод, конунг на Сконе. По нейно внушение Гюдрьод убил брат си Халвдан Храбрия, но и самия Гюдрьод загинал, според някои убит от самата Аса. След това Аса се върнала в бащиния си дом. Но синът на Халвдан Храбрия - Ивар Видфамне събрал войската си и се отправил с нея към именията на Ингялд. По това време Ингялд се намирал на острова Тостерьон сред езерото Меларен и се оказал неподготвен за нападението. Бащата и дъщерята, виждайки че не са в състояние да окажат съпротива, решили да умрат достойно, заключили се в двореца си и се запалили. Така загинали Ингялд и Аса. След тяхната смърт Ивар завладял Упсала, а Инглингите били завинаги изгонени оттам и над тези земи започнала да властва династията Скьолдунги, чийто представител бил Ивар Видфамне.